# Белоцерковец, Наталка Геннадьевна
Ната́лка Генна́дьевна Белоцерко́вец (укр. Ната́лка Генна́діївна Білоцеркі́вець; род. 8 ноября 1954, c. Куяновка Сумской области) — украинская поэтесса, журналистка, автор нескольких поэтических сборников (последний — «Отель Централь», 2004).

## Биография
Наталка Белоцерковец родилась в с. Куяновка Белопольского района Сумской области в семье сельских учителей. Закончила украинское отделение филологического факультета Университета им. Шевченко. Работает в журнале «Украинская культура». Жена известного культуролога Николая Рябчука (Миколы Рябчука).
Мать двоих детей: дочь — аспирантка, сын — студент.

## Творчество
Участвовала в международных поэтических фестивалях.
Одно из её стихотворений — «Мы умрём не в Париже» — приобрело в украинской культуре статус легендарного в качестве текста песни группы «Мертвий Півень».
Некоторые произведения поэтессы переведены на немецкий , английский, польский, шведский, белорусский и русский языки.
- «Балада про нескорених»
- «У країні мого серця»
- «Підземний вогонь» (1984)
- «Листопад» (1989)
- «Алергія» (Київ: Критика, 1999)
- «Готель Централь» (Львів: Кальварія, 2004)
- литературно-критический сборник «У контексті епохи».

Из интервью:
…А ещё для меня важно, чтобы был яркий зрительный образ, с которого и начинается поэзия. И не имеет значения, будут ли точными рифмы или их не будут совсем. Люблю, чтобы поэтическая суть была выражена предельно просто.
Оригинальный текст (укр.)...А ще для мене важливо, щоб був яскравий зоровий образ, з якого й починається поезія. І не має значення, чи будуть точними рими, або їх не буде взагалі. Люблю, щоб поетичну сутність було висловлено гранично просто.

## Премии
- Лауреат премии Грузии имени В. Маяковского.